# Google Forms
Google Forms (tiếng Việt: Google Biểu mẫu) là một phần mềm quản trị khảo sát được bao gồm như một phần của phần mềm miễn phí, ứng dụng web trình chỉnh sửa Google Tài liệu được cung cấp bởi Google. Dịch vụ này cũng bao gồm Google Documents, Google Sheets, Google Slides, Google Drawings, Google Sites và Google Keep. Google Forms chỉ khả dụng dưới dạng ứng dụng web. Ứng dụng cho phép người dùng tạo và chỉnh sửa các bài khảo sát trực tuyến (gọi là biểu mẫu) trong khi cộng tác với những người dùng khác với thời gian thực. Thông tin đã thu thập có thể được tự động nhập vào bảng tính. 

## Tính năng
Google Forms có một số phiên bản cập nhật trong nhiều năm. Các tính năng không giới hạn gồm có tìm kiếm trong menu, xáo trộn câu hỏi theo thứ tự ngẫu nhiên, giới hạn câu trả lời cho mỗi người một lần, URL ngắn hơn, chủ đề tùy chỉnh, tự động tạo đề xuất câu trả lời khi tạo biểu mẫu, cùng với tùy chọn "tải tệp lên" để yêu cầu người dùng trả lời câu hỏi phải chia sẻ nội dung hoặc tệp từ máy tính hoặc Google Drive của họ.
Vào tháng 10 năm 2014, Google đã giới thiệu các tiện ích bổ sung mới của Google Forms cho phép các nhà phát triển bên thứ ba thêm các tính năng mới vào bài khảo sát. Tháng 7 năm 2017, Google đã cập nhật Google Forms thêm một số tính năng mới. "Xác thực phản hồi thông minh" có khả năng phát hiện đầu vào văn bản trong các trường biểu mẫu để xác định nội dung được viết và yêu cầu người dùng chỉnh sửa thông tin nếu nhập sai. Tùy thuộc vào cài đặt chia sẻ tệp trong Google Drive, người dùng có thể yêu cầu tải tệp lên từ những người dùng trả lời câu hỏi nhiều tùy chọn trong bảng. Trong mục Cài đặt, người dùng có thể thực hiện các thay đổi ảnh hưởng đến tất cả các biểu mẫu mới, chẳng hạn như luôn thu thập địa chỉ email.
Google Forms có tất cả các tính năng cộng tác và chia sẻ có trong Docs, Sheets, Slides, Drawings, và Sites.